# Львівська державна академічна чоловіча хорова капела «Дударик»
Львівська Національна академічна чоловіча хорова капела «Дударик» — лауреат національної премії ім. Тараса Шевченка заснована 17 жовтня 1971 року за сприяння Українського музично-хорового Товариства.
Хорова капела «Дударик» з колективом-супутником хором хлопчиків є творчо-виробничим некомерційним мистецьким культурно-просвітницьким закладом, провідним осередком молодіжного хорового мистецтва України. Сьогодні «Дударик» налічує понад 300 капелян від 4-річного віку і до 50-річних співаків.

## Історія
Засновник, художній керівник та головний диригент капели заслужений діяч мистецтв, народний артист України — Микола Кацал (1940-2016).
З 2017 і по сьгодні директор, художній керівник та головний диригент капели заслужений діяч мистецтв України - Дмитро Кацал.
Перша репетиція відбулась 17 жовтня 1971 року в обласній філармонії. А в листопаді того ж року відбувся перший виступ. «Дударик» взяв участь у виконанні балетної сюїти Андрія Петрова «Створення світу» з симфонічним оркестром.
У 1977 році, за шість років від заснування, Дударик ставав фіналістом всесоюзних фестивалів і конкурсів. У 1983 році капела нагороджена дипломом Президії Верховної Ради Української РСР, а в 1989 році капелу нагороджено Премією ім. Тараса Шевченка — найвищою урядовою нагородою в галузі культури.
Того ж року на базі хору його головний диригент Микола Кацал разом із Любов'ю Кацал та Лесею Чайковською створив першу в Україні хорову школу. Спеціально для неї влада Львова передала приміщення колишнього міського шпиталю св. Лазаря. Донині у хоровій школі окрім уроків співу навчають сольфеджіо, музичної літератури, гри на інструментах — скрипці, гітарі, сопілці, фортепіано, бандурі та акордеоні.
Грудень 2009 року капелі надано статус "Академічної".
17 вересня 2020 року капелі надано статус "Національної".

## Репертуар
У репертуарі капели — концерти українських композиторів Миколи Дилецького, Дмитра Бортнянського, Артема Веделя, Максима Березовського. Також — коляди і щедрівки в обробках Миколи Лисенка, Миколи Леонтовича, Кирила Стеценка, Олександра Кошиця. Літургійні співи авторів О.Кошиця, А.Дилецького, М.Вербицького. Духовні наспіви Києво-Печерської Лаври.
Серед творів зарубіжних композиторів «Дударик» виконував «Стабат Матер» Перґолезі, «Карміна Бурана» Карла Орфа, «Реквієм» Моцарта, IX Симфонія Бетховена, ІІІ Симфонію «Kadisz» Бернстайна, «Credo» Криштофа Пендерецького, «Nelson mess» Й.Гайдна, «Requiem» А.Дворжака, «L’apocalipse» Ж.Франсе, «Сім слів Христа» та «Земля обітована» Ж.Масне, «Requiem» Л.Керубіні, «Gloria» А.Вівальді, «Різдвяна ораторія» Й.- С.Баха, «Кавказ» та «Заповіт» С.Людкевича, «Велика меса До-мінор» В.- А.Моцарта, кантати «Б’ють пороги», «Гамалія», «Заповіт», «Іван Гус» М.Лисенка та інші.
Вищезгадані крупні форми виконувалися у супроводі кращих симфонічних оркестрів України та Європи під керівництвом провідних диригентів. 
У 2001 р. – особливе місце в біографії колективу займає участь у богослужіннях разом з Папою Римським Іваном Павлом II у Києві та Львові.
У 2008 р. капела брала участь у телепроекті «Наше Різдво» під патронатом президента України В.А.Ющенка.

## Гастролі
За 52 років концертної діяльності капела дала понад 3000 концертів. Зокрема «Дударик» виступав у Карнегі-холі (США), Домському соборі (Рига), Соборі Паризької Богоматері (Париж), на фестивалі Vancouver-Pacific International festival Canada Place (Ванкувер, Канада), на найбільшому латвійському фестивалі пісні та танцю "Vispārējie latviešu Dziesmu un Deju svētki".
"Дударик» має тривалу історію міжнародних концертних турне. Капела репрезентувала українське мистецтво у 25 державах: Литві, Латвії, Білорусі, РФ, Грузії, Молдові, Естонії, Угорщині, Польщі, Чехії, Словаччині, США, Канаді, Швейцарії, Австрії, Франції, Бельгії, Голландії, Італії та Ватикані.
- 1978,1981,1987,1991 — учасник міжнародних хорових фестивалів у Естонії та Латвії
- 1986 - концерте турне Україною з народною артисткою України Н.М.Матвієнко, а також запис на Львівському радіо і телебаченні концертної програми з Н.М.Матвієнко.
- 1987, 1989 — учасник міжнародних хорових фестивалів в Угорщині
- 1990 — 57 концертів у США та Канаді
- 1991–2003 — учасник щорічних міжнародних фестивалів у Польщі, Швейцарії, Франції та Бельгії.

## Альбоми «Дударика»
- «Дударик» (платівка, 1976)
- «Під зорями українськими» (платівка, 1977)
- «Дударик» (платівка, 1980)
- «Пісня Дударика» (аудіокасета, 1990)
- «Свята літургія» (аудіокасета, 1990)
- «Дударик» (аудіокасета, 1996)
- «Різдво на Україні» (аудіокасета, 1996)
- «Різдвяні концерти» (аудіокасета, 1996)
- «Світ Дударика» (аудіокасета, 1998)
- «Світ Дударика» (компакт-диск, 1999)
- Жан Франсе «Апокаліпсис за Йоаном» (компакт-диск, 1999)
- «Dudaryk» (компакт-диск, 1999)
- Жуль Массне «Земля обітованна» (компакт-диск, 2000) спільно з оркестром «Леополіс» та французькими хорами
- «Золотий камінь посіємо» (дві аудіокасети, компакт-диск, 2003) спільно з Ніною Матвієнко
- «Вселенная веселися» (компакт-диск, 2003)
- «Співи на Службі Божій святого Івана Золотоустого на музику Олександра Кошиця» (компакт-диск, 2004)

## Відзнаки
- Почесне звання «Народна хорова капела» (1977)
- Грамота Верховної Ради України (1987)
- Національної премія ім. Т. Г. Шевченка (1989) (єдиний молодіжний мистецький колектив в Україні)
- Почесне звання «Державна хорова капела» (2000)
- Звання Державної академічної хорової капели (2010)
- Почесне звання "Львівська національна академічна чоловіча хорова капела" (2020)